# Heliconius novatus
Heliconius novatus är en fjärilsart som beskrevs av Bates 1867. Heliconius novatus ingår i släktet Heliconius och familjen praktfjärilar. Inga underarter finns listade i Catalogue of Life.